# Квон Джин Су
Квон Джин-Су (англ. Jin-Soo Kwon), более известный как Джин — один из главных героев телесериала «Остаться в живых». Его роль исполняет Дэниел Дэ Ким. Появился во всех сезонах сериала. Является мужем другой главной героини — Сун Квон. Джин умер в 14 серии шестого сезона.

## Биография

### До авиакатастрофы
Квон Джинсу родился 27 ноября 1974 года в Намхэ (Южная Корея) в семье рыбака и проститутки. Мать бросила отца с новорожденным младенцем. Однако Джин был уверен, со слов отца, что его мать умерла. Повзрослев, Джин решает воплотить в жизнь мечты о личном ресторане и отеле и для этого устраивается на работу в отель «Ворота Сеула». Однажды он пропускает в туалет отеля бедняка с сыном. Это видит хозяин отеля, он оскорбляет Джина, и тот говорит, что увольняется. Позже Джин идёт по городу и знакомится с Сун. Потом Джин устраивается на работу официанта. Джин приходит к отцу Сун — магнату тяжёлой промышленности мистеру Пайку. Он просит у бизнесмена разрешение на свадьбу с Сун. Сначала мистер Пайк относится к этому неохотно, но когда понимает, что Джин готов ради Сун на всё, в том числе работать на Пайка, соглашается. Позже Джин начинает работать лично на господина Пайка — вышибалой, в чьи обязанности входит подкуп, шантаж, вымогательство и даже убийство в целях хозяина.

### После авиакатастрофы
Джин не говорит по-английски, а Сун втайне от мужа выучила этот язык. После авиакатастрофы Джин охраняет Сун и говорит ей, что они должны изолировать себя от остальных выживших. Когда выжившие, особенно Майкл, пытаются общаться с ней, Джину не нравится это. Однажды утром Джин внезапно и без видимой причины напал на Майкла и избил его. Джина приковали наручниками к обломкам самолёта, и после этого Сун призналась Майклу, что она говорит по-английски, и про гордость Джина (он увидел, что Майкл носит на руке найденные часы мистера Пайка — отца Сун, охранять их — вопрос семейной чести). Майкл возвращает Джину часы, высказывает ему, что он про него думает, и освобождает, разрубив наручники топором.
Узнав, что жена втайне от него выучила английский язык и поняв, что она собиралась сбежать в США и жить там, Джин чувствует себя несчастным и начинает помогать Майклу в строительстве плота, чтобы поскорее покинуть остров. Вместе с Майклом, Сойером и Уолтом они отправились на плоту за помощью. Их плот был атакован Другими. Джин упал в океан, и один из Других взорвал плот.
Джина выбросило на берег, где его нашли Либби и Синди. Он сбежал от группы «выживших с хвоста», посчитав, что это Другие, и успел предупредить Сойера и Майкла. Джин и его друзья были брошены в яму. Однако в скором времени были освобождены.
Джин и остальные пришли в лагерь на пляж, и он вернулся к Сун.
Майкл ушел искать Уолта. Джин хотел последовать за ним, но Сун отговорила его. Вскоре Джин начал волноваться за Сун, когда на неё напали в её саду. Джин также узнал, что Сун беременна.
После того, как их отношения улучшились, Джин и Сун присоединились к Саиду, чтобы исследовать другую часть Острова на яхте Десмонда.
После дневного ожидания Джека, Кейт и Сойера, Джин решает вернуться в лагерь. Однако Сун не слушается его и следует плану Саида. Пока Джин и Саид ждали в засаде появления Других, они услышали выстрелы. Это стреляла Сун. Позднее Джин прыгает в воду и находит Сун, которой удается сбежать. Вместе они решают вернуться в лагерь.
Когда выжившие узнали о корабле, Джин и Сун отправились туда. Джин находится на борту корабля Кахана, когда тот взрывается, но чудом остается в живых. Из-за скачков во времени, он попал в 1988 год, где его спасла команда Даниэль Руссо. Джин смог отыскать остальных выживших, оставшихся на Острове и присоединился к ним в работе на DHARMA Initiative, в качестве сотрудника службы безопасности. Он стал первым, кто нашёл вернувшихся на Остров выживших из шестерки Ошеаник. Когда он узнаёт, что Сун вернулась на Остров, бежит её искать. После того как Саид выстрелил в 12-летнего Бена и вырубил Джина, кореец привёз мальчика в больницу Дхармы. Помогал Джеку в эпизоде с бомбой. Позже в 6 сезоне 14 серии погибает пытаясь спасти Сун.